# Édouard Noël
Pour les articles homonymes, voir Noël (homonymie).
Édouard Noël (1848-1926) est un auteur et critique dramatique français. Il est notamment l'auteur avec Edmond Stoullig, des Annales du théâtre et de la musique.

## Biographie
Édouard Noël est né le 24 octobre 1848 à Arras, de Charles Louis Noël, contrôleur des contributions indirectes originaire de Cognac, et de Zélie Sabine Sens.
Pendant la guerre franco-prussienne, il s'engage dans l'armée. Lieutenant du 8e bataillon de la garde nationale du Pas-de-Calais, il est nommé capitaine le 25 janvier 1871. Il sera décoré de la Légion d'honneur au titre de cet engagement.
Licencié en droit puis avocat, c'est comme journaliste et homme de lettres dans le domaine du théâtre qu'il fait carrière.
Il meurt à Paris le 2 février 1926,.

## Carrière
Sous le pseudonyme de Nicolet, il est chargé du courrier des théâtres du journal Le Gaulois, à partir de 1873. Il poursuit sa carrière de critique dramatique et musical au Figaro, à L'Illustration et au Télégraphe.
Secrétaire général de l'Opéra-Comique entre 1880 et 1891, puis lecteur-examinateur en 1898 à la Comédie-Française. Auteur de romans, livrets ou comédies, il lance en 21 volumes en 1875 Les Annales du théâtre et de la musique, en collaboration avec Edmond Stoullig.

## Distinctions
- Chevalier de la Légion d'honneur par décret du 16 septembre 1894[2]
- Prix Jacob de la Cottière par la Société des Gens de Lettres en 1920[7]

## Œuvres principales
- Les Annales du théâtre et de la musique, 1875-1895.

- Prix Monbinne de l’Académie française en 1883 avec Edmond Stoullig
- Le Singe d'une nuit d'été (paroles), opérette en 1 acte, musique de Gaston Serpette, 1884[8].
- Marianne, comédie en 1 acte, 1883[9].
- Les Cent-Jours, 1815, drame historique en 5 actes, en prose, Paris, C. Delagrave, 1895

- Prix Montyon de l’Académie française
- L'Amoureux de la morte, sur une mélodie de Franz Schubert, 1896[10].
- La Chambre bleue, opéra-comique en 1 acte, musique de Jules Bouval, 1902.